# Sphenomorphus taylori
Sphenomorphus taylori är en ödleart som beskrevs av  Burt 1930. Sphenomorphus taylori ingår i släktet Sphenomorphus och familjen skinkar. Inga underarter finns listade i Catalogue of Life.